# Malegoude
Malegoude (okzitanisch Malagoda) ist eine französische Gemeinde mit 37 Einwohnern (Stand 1. Januar 2022) im Département Ariège in der Region Okzitanien. Sie gehört zum Kanton Mirepoix und zum Arrondissement Pamiers.
Sie grenzt im Nordwesten an Sainte-Foi, im Nordosten an Saint-Gaudéric, im Südosten an Seignalens, im Süden an Cazals-des-Baylès und im Westen an Mirepoix.

## Bevölkerungsentwicklung

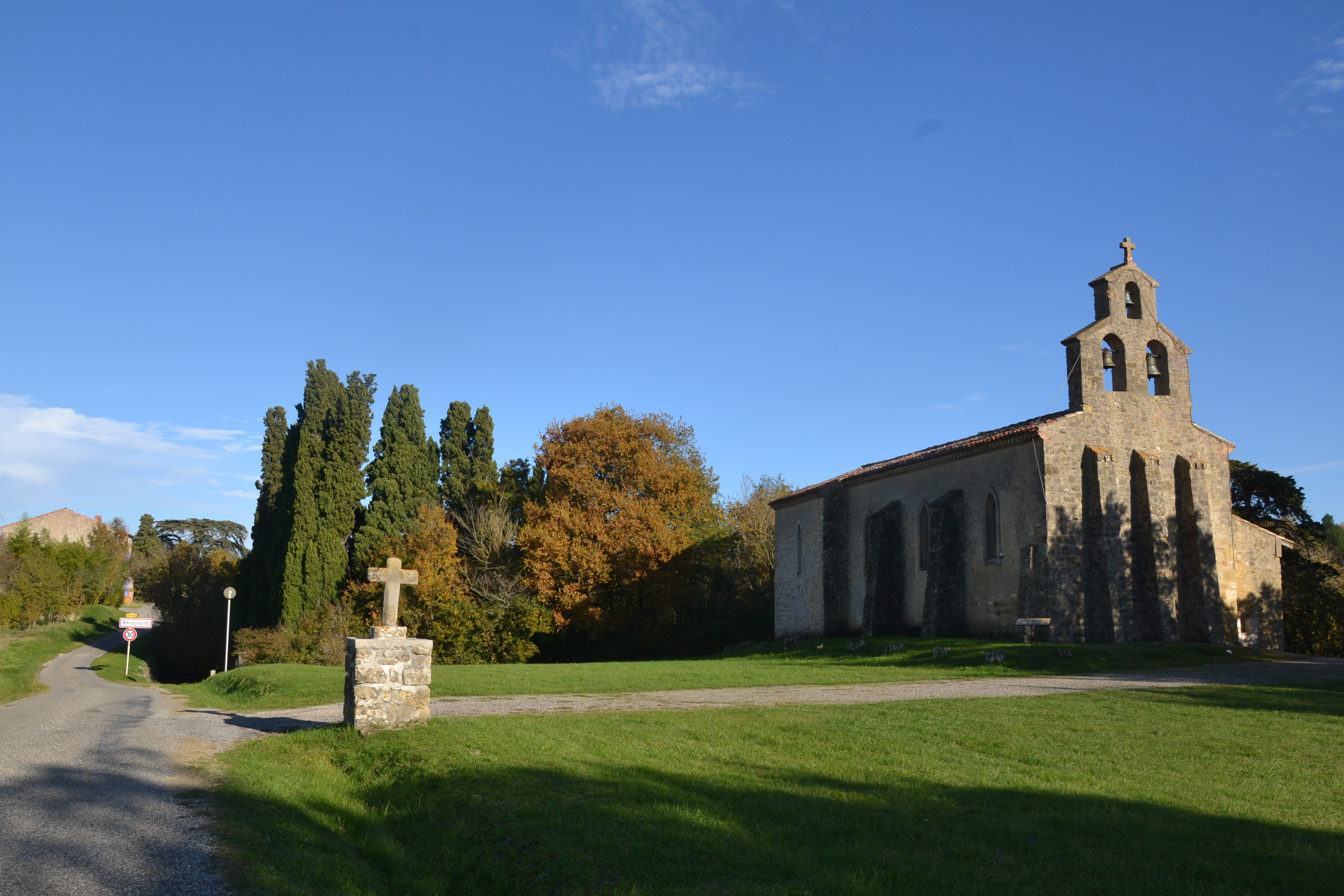
Kirche Sainte-Marie

| Jahr                       | 1962 | 1968 | 1975 | 1982 | 1990 | 1999 | 2008 | 2016 |
| -------------------------- | ---- | ---- | ---- | ---- | ---- | ---- | ---- | ---- |
| Einwohner                  | 32   | 49   | 52   | 49   | 66   | 66   | 61   | 46   |
| Quellen: Cassini und INSEE |      |      |      |      |      |      |      |      |